# آبشار سامندره
آبشار سامندره (به ترکی استانبولی: Samandere Waterfall) یک آبشار در ترکیه است که در استان دوزجه واقع شده‌است.